# Juan Vásquez (compositor)
Juan Vásquez ou Juan Vázquez (Badajoz, c. 1510 — Sevilha [?], 1560 ou 1572) foi um padre católico, cantor e compositor espanhol do Renascimento. Apesar de ter nascido na Estremadura, é considerado com fazendo parte do grupo de compositores coletivamente conhecido como Escola da Andaluzia, juntamente com Francisco Guerrero, Cristóbal de Morales, Juan Navarro Hispalensis, entre outros.

## Biografia
Pouco se sabe sobre os primeiros anos da vida de Juan Vásquez, ainda menos do que é comum para a generalidade dos músicos antigos. Apesar dos esforços dos estudiosos, as datas avançadas para o seu nascimento são mais meros palpites dos estudiosos do que factos. Foi cantor de capela na infância e sabe-se que em 1511 ainda era uma criança dado que era então '"contralto"' na catedral de Plasencia. Não há qualquer outro registo sobre ele quase durante 20 anos. Em 22 de abril de 1530 aparece como cantor da catedral de Badajoz e em setembro desse mesmo ano é nomeado maestro do coro da cateral.
No verão 1538 foi para Palência, onde teve pela primeira vez contacto com músicos das casas nobres, o que permitiu qye as suas obras começassem a e a serem conhecidas e tocadas por vihuelistas. Aparece depois, entre 1541 e 1543, como cantor na capela do cardeal Tavera Madrid e Toledo. Em 1545 estava de volta à sua Badajoz natal, como mestre de capela. Há notícia de ter estado em   Vila Viçosa, onde residia a corte do Duque de Bragança. A partir de 1551 aparece nas folhas de pagamento de Dom António de Zuñiga, a quem Vásquez dedicou a sua coleção “Villancicos y Canciones”. Em 1560 todas as suas composições seculares foram publicadas com o título “Recopilatión de sonetos y villancicos”.
Até recentemente suponha-se que Vásquez tivesse permanecido em Sevilha até à sua morte, ocorrida em algum momento depois da publicação daquela sua obra, mas investigações recentes apontam para a possibilidade de que tivesse sido mestre de capela dos duques de Medina-Sidonia até 1571 ou 1572, pelo que a data e local da sua morte continua desconhecida. [a] 

## Obra musical

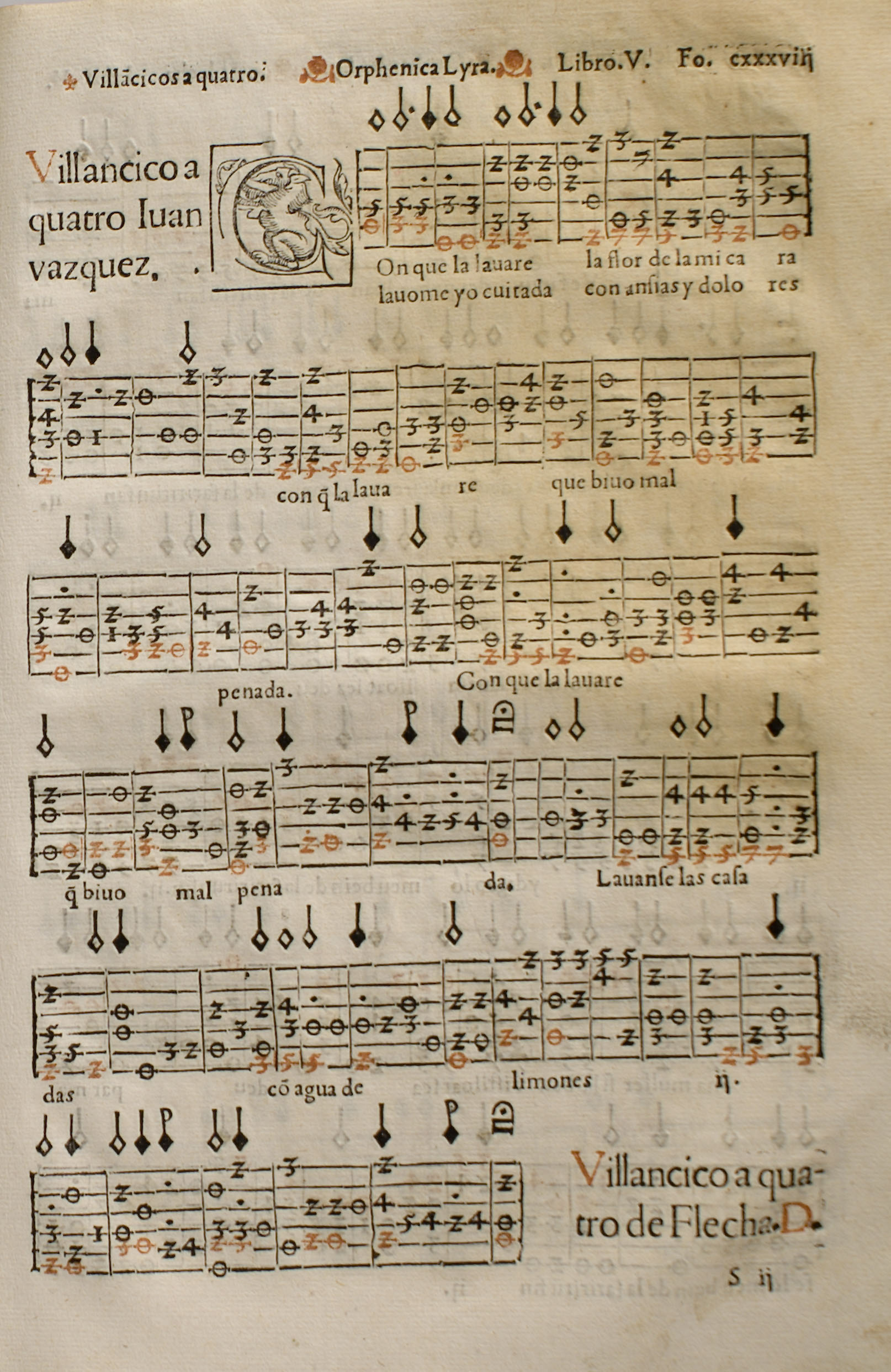
Transcrição para vihuela e canto do vilancete de Juan Vásquez “¿Con qué la lavaré?”, no livro “Orphénica Lyra” (Sevilha, 1554) de Miguel de Fuenllana

A sua única obra de música sacra que sobreviveu é a “Agenda defunctorum” (Ofício dos Mortos"), de 1556. Nesta obra, quase toda para quatro vozes, embora alguns trechos sejam a três vozes e outros a cinco, Vásquez não só demonstra a sua habilidade com formas de músicas estendidas como transmite a sua facilidade para contraponto e as suas linhas belas e melodiosas. Na sua obra são evidentes cantus firmi, que eram usados intermitentemente em todas as vozes em vários sítios. A música usa tanto cantochão como polifonia, encontrando-se o uso mais expressivo e extensivo da polifonia na “Missa pro defunctis” daquela coleção. A “Agenda defunctorum” era muito apreciada pelas suas qualidades contemplativas, com o mesmo destaque das canções elegantes e simples de Vásquez que são mais celébres atualmente.
A maior parte das composições de Vásquez são vilancetes (villancicos) engenhosamente escritos (aproximadamente 90 no total), que usam textos dos poetas espanhóis mais notórios do seu tempo. A maior parte da música é formalmente típica, mas alguns aspetos qualitativos incluem contraponto fácil, ênfase textual com cuidado posto na música para esse propósito e variações agradáveis. Muitas canções também incluem poesia folclórica e fazem alusão a estilos de música folclórica espanhola, e parecem ter sido bastante populares durante a vida do compositor.
Todas as obras de Juan Vásquez que sobreviveram encontram-se em três livros publicados na Andaluzia: [a] [carece de fontes?]
- “Villancicos y canciones a tres y a cuatro” (1551)
- “Agenda defunctorum” (1556)
- “Recopilación de sonetos y villancicos a cuatro y a cinco voces” (1560)

É possível que tenha escrito mais livros que não chegaram aos nossos dias, como se pode depreender do soneto escrito pelo licenciado Alonso de Barrera elogiando Juan Vásquez e a sua música: [a] 
| “ | Y deste, imaginar y concertalla Juan Vásquez tanta parte y tal alcanza, qual muestran muchos libros que ha compuesto. | ” |

 Supreendentemente não foi encontrada qualquer obra sua em fontes manuscritas, e no Arquivo da catedral de Badajoz não estão as obras que compôs enquanto foi mestre de capela daquela catedral. [a] [carece de fontes?]

### Agenda defunctorum
Esta obra de Vásquez é notável por fazer parte de uma “Agenda defunctorum” que incuía não só as usuais missas e vésperas, mas também matinas e laudes. Na primeira publicação, os cânticos originais sevilhanos aparecem ao lado das suas elaborações polifónicas. A tradição do réquiem em stile antico teve maior longevidade em Espanha e Portugal do que no resto da Europa, com as suas ramificações estendendo-se até o século seguinte já ir avançado (como na obra de Tomás Luis de Victoria), expandido-se para outros continentes através das possessões coloniais dos dois países. A Agenda defunctorum parece seguir de perto o exemplo de Morales, que também escreveu os seus ofícios em Sevilha.[carece de fontes?]
Vásquez escolheu para o texto partes do “Officium Defunctorum” da catedral de Sevilha. No mais moderno “Liber Usualis” encontram-se versões de muitos destes cânticos. A “Agenda defunctorum” de Vásquez divide-se em seis partes: Inventorium (Invitatório), In Primo Nocturno (primeira noite), In Secundo Nocturno (segunda noite), In Tercio Nocturno (terceira noite), Ad Laudes (laude) e Missa pro defunctis. Os itens musicais não compostos polifonicamente por Vásquez teriam sido tocados usando o cantochão original, possivelmente com polifonia improvisada.[carece de fontes?]

A obra foi escrita para quatro vozes (SATB). Em muitas das partes o estilo polifónico alterna com o homofónico. O Canticum Zachariae é otimizado alternando esses dois estilos, com as estrofes de número par cantadas com várias vozes (SATB) e as estrofes com número ímpar com uma só voz. O Responsorium Libera me, Domine é também escrito alternando cantochão e polifonia. O Graduale é composto para três vozes (ATB).